# Антон Рунарссон
Антон Рунарссон (исл. Anton Rúnarsson; род. 20 июля 1988, Рейкьявик) — исландский гандболист, выступает за исландский клуб «Валюр» из Рейкьявика на позиции центрального полусреднего.

## Карьера

### Клубная
Антон Рунарссон начал выступать в исландском клубе «Валюр» Рейкьявик. В 2012 году перешёл в датский клуб «Нордшелланд», с сезона 2014/15 стал играть за клуб «Эмсдеттен». В июне 2016 года вернулся в «Валюр», заключив трёхлетний контракт.

### В сборной
В активе 65 игр за юношескую сборную.

## Личная жизнь
Женат, есть сын.

## Статистика
| Сезон        | Клуб      | Лига         | Матчи | Голы | 7-метр | Голы |
| ------------ | --------- | ------------ | ----- | ---- | ------ | ---- |
| 2014/15      | Эмсдеттен | 2 Бундеслига | 38    | 111  | 41     | 70   |
| 2015/16      | Эмсдеттен | 2 Бундеслига | 40    | 90   | 28     | 62   |
| 2014-по н.в. | Итого     | Бундеслига   | 78    | 201  | 69     | 132  |